# Hahnenkammsee
Der Hahnenkammsee ist ein Stausee im Hahnenkamm, einem Höhenzug des Mittelgebirges Fränkische Alb, auf dem Gebiet des Marktes Heidenheim im mittelfränkischen Landkreis Weißenburg-Gunzenhausen.

## Lage

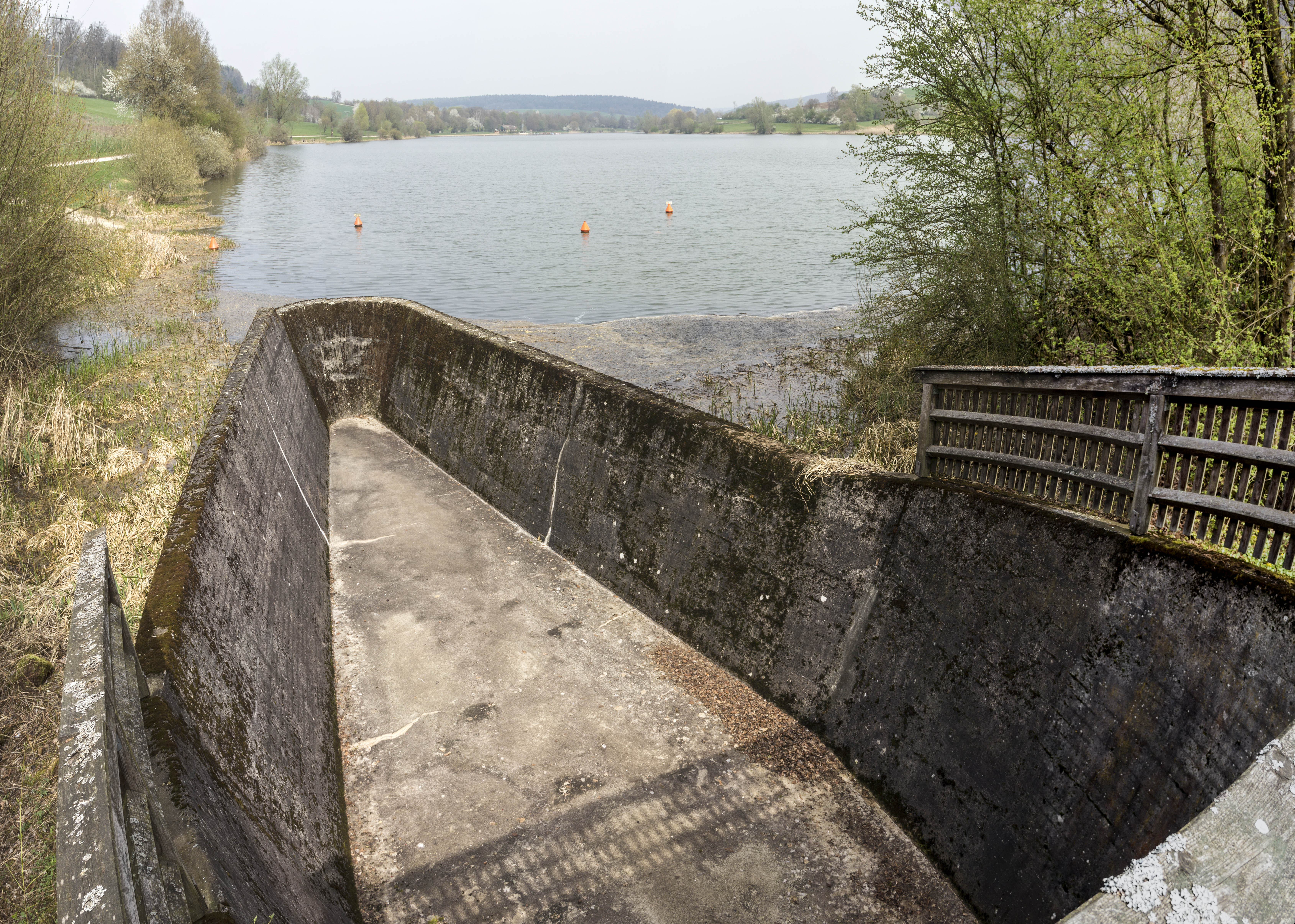
Der Überlauf des Sees im Süden

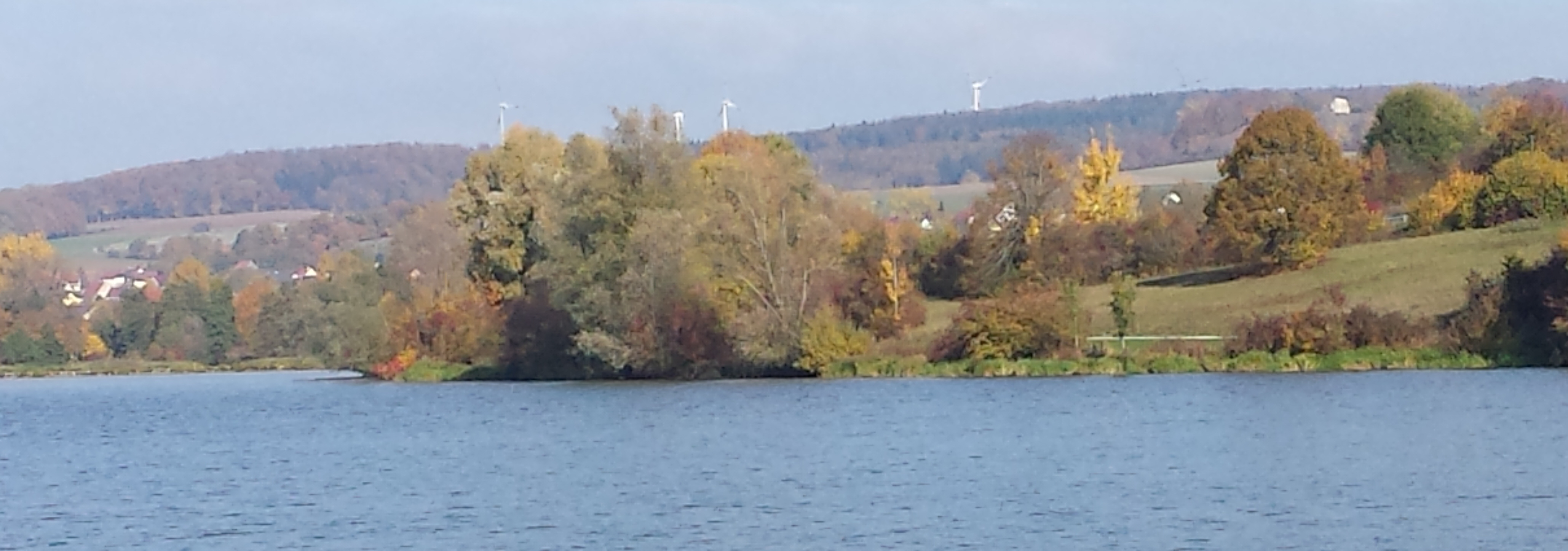
Einige Anlagen des Degersheimer Windparks vom Hahnenkammsee aus gesehen (Oktober 2015)

Der Hahnenkammsee liegt im Südwesten des Landkreises Weißenburg-Gunzenhausen am westlichen Rand des Hahnenkamms. Das Seeufer liegt etwa einen Kilometer südwestlich der Ortsmitte von Hechlingen am See im hier ungefähr südlich ziehenden Tal der Rohrach zwischen Heidenheim im Norden und Polsingen im Süden. Der See erstreckt sich etwa 1300 Meter weit von Nordnordost nach Südsüdwest und hat eine Wasseroberfläche von 23 Hektar bei einer Tiefe von bis zu 4,5 Metern. Er wird von der Rohrach durchflossen und nimmt außer dem kleineren Egelseegraben am oberen Seeende dann noch einige kurze Hangzuflüsse auf. Auf der Ostseite des Sees läuft die Staatsstraße 2384 von Heidenheim nach Polsingen; unweit nördlich führt die Staatsstraße 2216 vorbei. Dem Westufer entlang führt der Wanderweg Frankenweg, auf dieser Seite liegt auch ein Badestrand mit zugehörigen Einrichtungen, etwas nördlich des Sees ein Campingplatz und Sportplätze. 

## Geschichte
Der Hahnenkammsee war das erste Gewässer im durch die Anlage von Stauseen geschaffenen Fränkischen Seenland, dessen zweitkleinster Stausee nach dem Dennenloher See er heute ist. Sein Bau sollte einen Ausgleich schaffen für die im Zuge der Flurbereinigung verlorenen Retentionsflächen, außerdem sollte damit der Tourismus gefördert werden. Anders als die größeren Seen des Gebietes wie etwa Brombachsee und Altmühlsee dient er nicht zur Überleitung von natürlich der Donau zufließendem Wasser ins Flusssystem der Regnitz und des Mains.
Offiziell eingeweiht wurde der Hahnenkammsee am 1. Juli 1977. 2012 wurde der See umfassend ökologisch saniert. Der höchste je gemessene Pegelstand betrug am 23. August 2005 519 Zentimeter. Damals quoll der See über und eine Flutwelle überschwemmte die Orte Ursheim und Laub.

## Natur

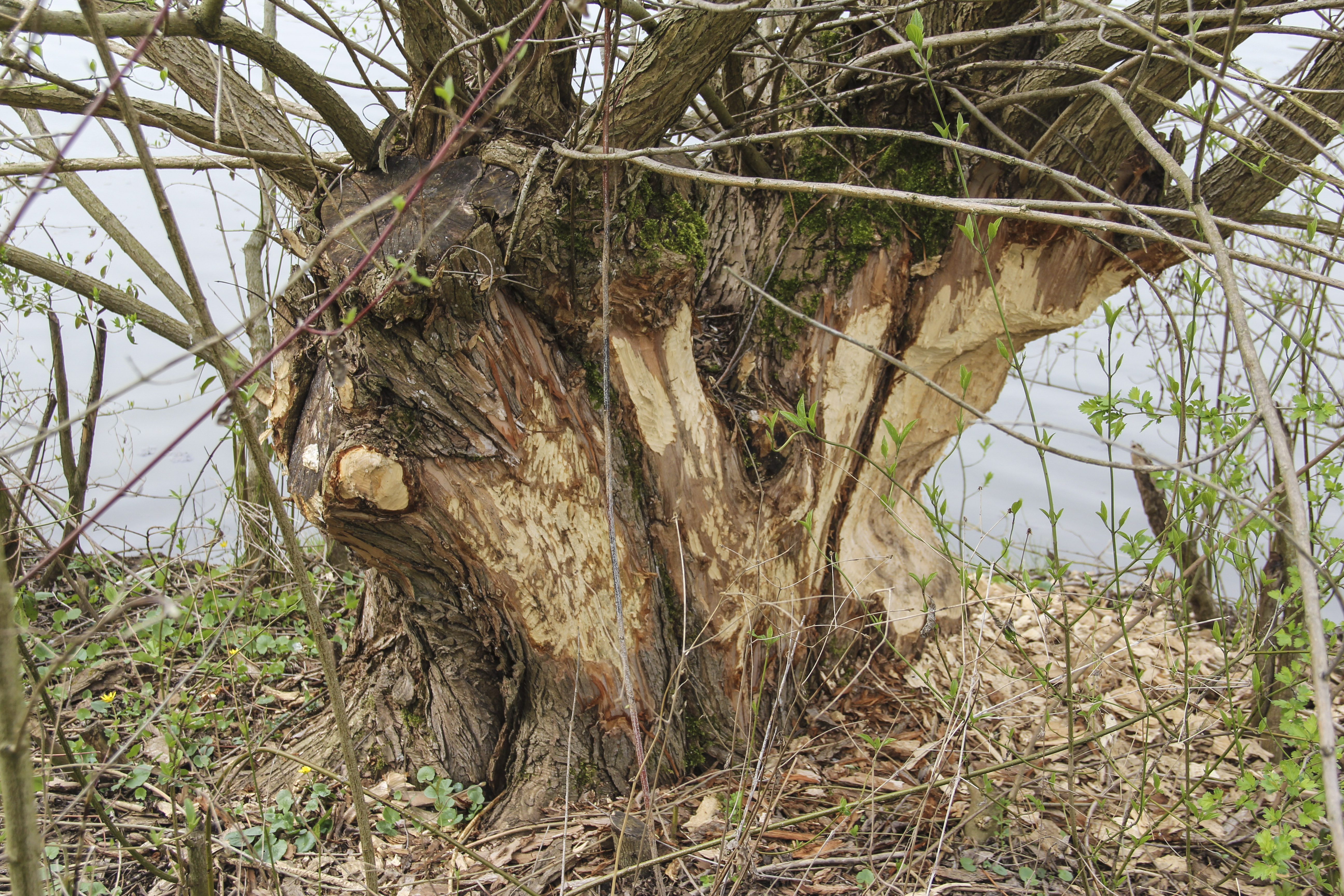
Deutliche Bissspuren von Bibern

Seit der Flutung von Altmühlsee und Brombachsee ist der Hahnenkammsee touristisch weniger frequentiert und daher für Angler und Wanderer interessant. Zu den im See auftauchenden Fischarten gehören Hechte, Waller, Zander, Karpfen, Forellen, Grasfische und Schleie. Im Norden teilt ein Damm den See. Hier bietet ein Schilfgürtel Wasservögeln ein günstiges Brutgebiet. Am Ostufer des Sees hinterließen Biber an der Vegetation deutlich ihre Bissspuren (Stand Frühjahr 2014). Die Winterstauhöhe des Sees liegt bei 467 m ü. NHN (Abstau erfolgt ab dem 16. Oktober), die Sommerstauhöhe bei 468 m ü. NHN (Aufstau erfolgt ab dem 1. März).